# Banca Sella
Banca Sella è un istituto di credito privato italiano, fondato nel 1886. Fa parte del gruppo Sella.

## Storia

### Gli inizi
Le radici risalgono al 1886 quando Gaudenzio Sella, ispirandosi ai principi di suo zio Quintino Sella, insieme ad altri sei tra fratelli e cugini, fonda a Biella la Gaudenzio Sella & C., l'attuale Banca Sella, allo scopo - è riportato nell'atto costitutivo - di «esercitare il commercio bancario come sconti, anticipazioni, conti correnti, compra vendita di valori, ecc.». Al vertice operativo della banca è nominato Gaudenzio Sella, che resta alla guida dell'istituto fino alla sua morte.

### Lo sviluppo
Le prime succursali al di fuori di Biella risalgono alla fine degli anni trenta: (Ponzone, Trivero, Cossato). Nel 1949 la banca cambia ragione sociale trasformandosi in una società per azioni e i fratelli Ernesto e Giorgio Sella assumono rispettivamente la carica di presidente e amministratore delegato. Nel 1962 viene deciso il cambiamento di denominazione sociale in Banca Sella S.p.A., che avverrà nel 1965. Nel 1974, alla morte di Ernesto, Giorgio Sella diventa presidente e la carica di amministratore delegato è affidata a Maurizio Sella, figlio di Ernesto.
Sotto la guida di Maurizio, Banca Sella si sviluppa sul territorio nazionale fino ad arrivare a più di 300 succursali nel primo decennio del 2000.
Alla morte di Giorgio Sella (nel 2000), Maurizio Sella assume l'incarico di presidente, mentre Pietro Sella (nato nel 1968) ne diventa l'amministratore delegato nel 2002 (carica che lascerà nell'aprile 2013). Oggi l'amministratore delegato e direttore generale della banca è Massimo Vigo, Pietro Sella è amministratore delegato e direttore generale di Banca Sella Holding, la capogruppo del Gruppo Sella.
Nel 1997 avviene il lancio dei servizi di internet Banking e nel 2000 del marchio sella.it.

### Gruppo Sella
Nel corso degli anni la banca acquisisce piccoli istituti locali nel Nord Est e Sud Italia e sono fondate società operative in diversi business quali leasing, credito al consumo, sgr. Nel 1992 nasce il Gruppo Banca Sella nel quale confluiscono tutte queste società.
Nel 2005 nasce Banca Patrimoni dall'incorporazione di Gestnord Intermediazione (SIM del Gruppo) in Sella Investimenti Banca (banca fondata a Torino nel 2001 e specializzata nella clientela private).
Nel 2006 dalla fusione per incorporazione di Fiduciaria Sella S.I.M.p.A. (fiduciaria dinamica nata nel 1992 e specializzata nelle gestioni individuali di patrimoni: gestioni patrimoniali in fondi e in titoli) in Gestnord Fondi S.G.R. S.p.A. (fondata nel 1983 e specializzata nelle gestioni collettive di patrimoni: fondi comuni, SICAV e fondi pensione) nasce Sella Gestioni Sgr S.p.A. (oggi Sella Sgr S.p.A.) incorporando così in un'unica società le attività del gruppo nel risparmio gestito per la clientela al dettaglio.
Nell'ottobre del 2006, a fronte dell'acquisizione delle otto filiali che Banca Sella deteneva nella Regione Veneto, Banca Bovio Calderari assume la nuova denominazione di Banca Sella Nord Est - Bovio Calderari.
Il 1º giugno 2007 Sella Gestioni Sgr incorpora Sella Capital Management, SGR del Gruppo che si occupava della gestione patrimoniale per la clientela istituzionale.
Il 12 novembre 2007 dall'incorporazione di Sella Consult SIM p.A., SIM del Gruppo Banca Sella, in Banca Patrimoni S.p.A. nasce Banca Patrimoni Sella & C.
Nel 2007 il Gruppo, con HDI Assicurazioni, dà vita a In Chiaro, la nuova società dedicata alla bancassurance danni; nel 2016 l'intera quota azionaria detenuta dal Gruppo Banca Sella in CBA Vita Spa e la relativa partecipazione in InChiaro, è ceduta ad HDI Assicurazioni.
A partire dal 31 marzo 2008 la capogruppo cambia la propria denominazione sociale in Banca Sella Holding S.p.A. Il 1º giugno 2008, a seguito dell'incorporazione di Banca di Palermo S.p.A. e degli sportelli campani e molisani di Banca Sella S.p.A. in Banca Arditi Galati S.p.A., e successivo cambio di denominazione di quest'ultima in Banca Sella Sud Arditi Galati, nasce la banca che raggruppa gli sportelli dell'istituto piemontese nel Meridione.
Il 30 maggio 2011 Banca Sella Sud Arditi Galati (la banca del Gruppo Banca Sella con sportelli nel Sud Italia) è aggregata in Banca Sella. Il 1º ottobre 2012 Banca Sella Nord Est Bovio Calderari (la banca del Gruppo Banca Sella con sportelli nel Nord Est) è aggregata in Banca Sella.
Nel 2013 nasce SellaLab, il centro d'innovazione del Gruppo Sella rivolto a startup consolidate e aziende corporate con l’obiettivo di supportare i processi di open innovation e trasformazione digitale, come HYPE, la prima soluzione di moneta elettronica mobile only in Italia, lanciata nel 2015.
Nel 2017 il Gruppo promuove a Milano la nascita del Fintech District, punto di accesso all'ecosistema fintech italiano che riunisce startup, imprenditori, istituzioni finanziarie, investitori e università, per favorire lo sviluppo dell'industria finanziaria del futuro e la crescita delle imprese del settore.
A metà del 2017 Banca Sella lancia la prima "open banking Platform" in Italia (e tra le prime a livello internazionale) tramite API (Application Programming Interface) con cui apre le infrastrutture tecnologiche e informative a imprese e start up, anticipando la direttiva europea (Psd2) in vigore dal gennaio 2018.
Nel novembre 2017 cambiano il logo e la denominazione del gruppo che da “Gruppo Banca Sella” si modifica in gruppo “Sella”.
Nel 2018 lancia Fabrick, un ecosistema finanziario open che abilita e promuove la collaborazione tra banche, corporate e fintech al fine di creare soluzioni innovative per i propri Clienti finali, attraverso la piattaforma API Fabrick Platform.
Nel corso del 2018 il Gruppo ha inoltre acquisito:
- Vipera Plc, società quotata sull’AIM di Londra (conseguentemente all’operazione di acquisizione è avvenuto il delisting del titolo) e capogruppo di un gruppo internazionale di società specializzate nella fornitura di soluzioni e servizi digitali mobile per il mercato finanziario e retail.
- Kubique Spa, società Fintech specializzata nella fornitura di piattaforme e soluzioni software per la gestione dei servizi di finanziamento della catena di distribuzione delle imprese.
- Smartika Spa, società che opera nel Peer to Peer Lending, attività di prestiti tra privati mediante piattaforme on line.

## Dati economici
- Banca Sella Holding S.p.A. (presidente Maurizio Sella, vicepresidenti Sebastiano Sella e Giacomo Sella, amministratore delegato Pietro Sella) ha registrato nel bilancio consolidato 2024 una raccolta globale di 66,5 miliardi di euro (+ 17,8%), un utile netto di 150,1 milioni, coefficiente CET1 pari al 13,81%, coefficiente total capital ratio del 16,05%. Succursali 322, dipendenti 6.588.[7]
- Nel 2023 Banca Sella S.p.A. ha registrato una raccolta pari a 35,4 miliardi (con un aumento del 12,2% rispetto al 2022; la raccolta diretta è cresciuta del 13%, quella indiretta del 11,6%), utile di 157,3 milioni, coefficiente CET1 pari al 19,27%, coefficiente total capital ratio del 21,78%. Succursali 285, dipendenti 2.408.[1]

## Principali società del gruppo
Le principali società che compongono il gruppo Sella sono:
- Banca Sella Holding (capogruppo del gruppo Sella);
- Banca Sella;
- Banca Patrimoni Sella & C. (banca specializzata nella gestione della clientela private e istituzionale);
- Sella Sgr (asset management);
- Sella Leasing (leasing);
- Sella Personal Credit (credito al consumo);
- Sella Fiduciaria (società fiduciaria e family office del gruppo);
- Axerve (sistemi di pagamento elettronici, commercio elettronico);
- Fabrick (soluzioni innovative attraverso la piattaforma API Fabrick Platform);
- Vipera (soluzioni e servizi digitali mobile per il mercato finanziario e retail);
- Family Advisory SIM pa (family office).
- Hype Spa (istituita nel 2019, offre Hype, conto di moneta elettronica per una gestione del denaro innovativa, paper-less e smartphone-oriented)
- Centrico Spa (istituita nel 2019, offre a banche e fintech un open core banking collaudato)